# الشهادة الأولى في اللغة الإنجليزية

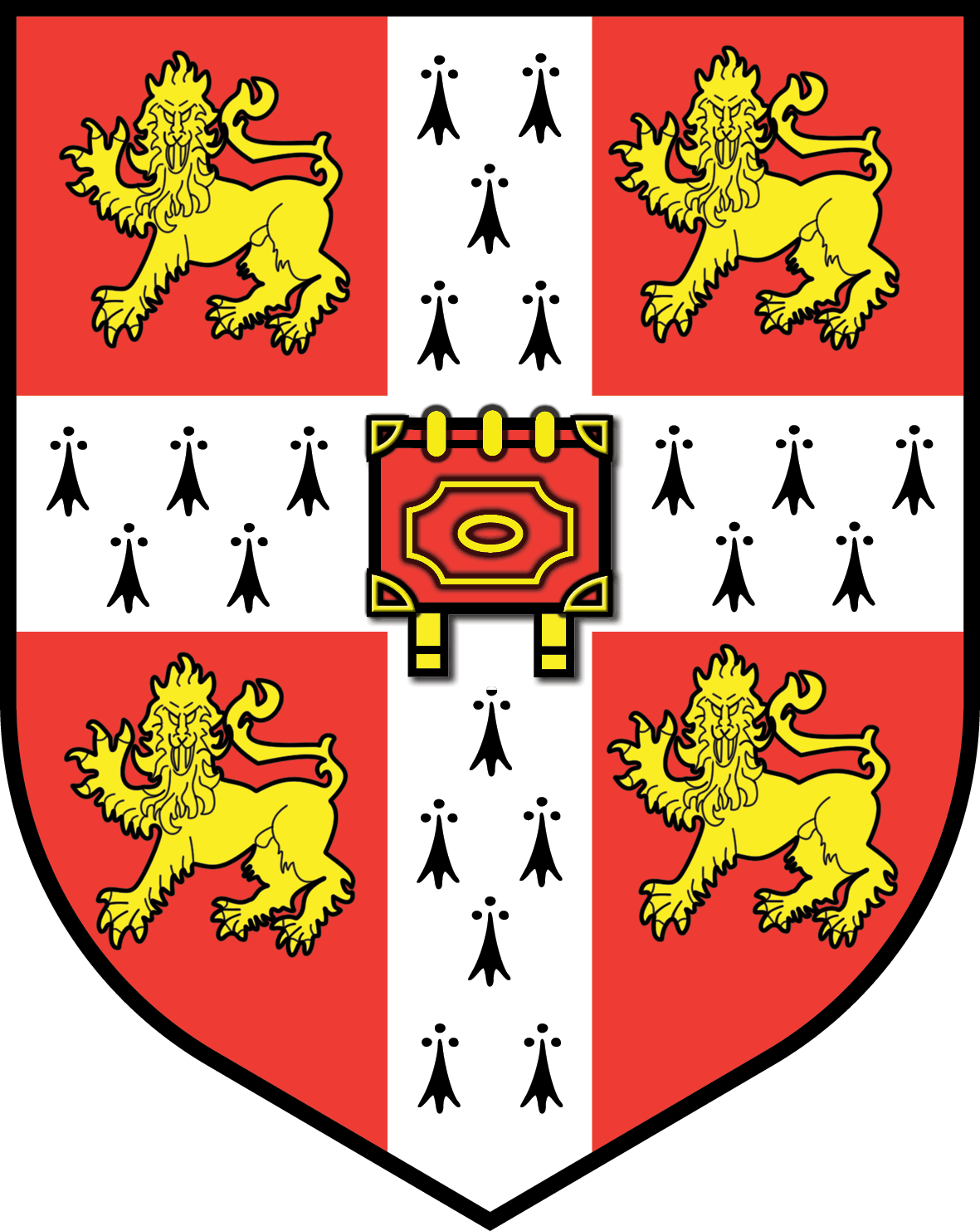
شعار جامعة كامبريدج

إنّ الشّهادة الأولى الممنوحة في اللّغة الإنجليزية (ش أ إ-FCE)هي إحدى الامتحانات المتوفرة من جامعة كامبريدج (أي إس أو إل) للشهادات. يثبت امتلاكها كفايت الفرد في اللّغة الإنجليزية، ويعني إكماله الناجح بأنّه قادر على التّفاعل اجتماعيا بشكل كفوء..

## الأقسام
يشمل الاختبار خمسة أقسام:
- القراءة
- الكتابة
- استخدام اللّغة الإنجليزية
- الاستماع
- الكلام

## وصلات خارجية
- FCE on the Cambridge ESOL website
- Examenglish.com